# Afroneta subfusca
Afroneta subfusca là một loài nhện trong họ Linyphiidae.
Loài này thuộc chi Afroneta. Afroneta subfusca được Herman Theodor Holm miêu tả năm 1968.